# Casper (Wyoming)
Casper város az USA Wyoming államában, Natrona megyében, melynek megyeszékhelye is. Lakosainak száma 59 038 fő (2020. április 1.).

## Népesség
A település népességének változása:
| Lakosok száma | 40   | 544  | 883  | 2639 | 55 316 | 59 038 |
|               | 1880 | 1890 | 1900 | 1910 | 2010   | 2020   |